# Oberkappel
Oberkappel is een gemeente in de Oostenrijkse deelstaat Opper-Oostenrijk, gelegen in het district Rohrbach (RO). De gemeente heeft ongeveer 800 inwoners.

## Geografie
Oberkappel heeft een oppervlakte van 12 km². De gemeente ligt in het noorden van de deelstaat Opper-Oostenrijk, in het uiterste noorden van Oostenrijk. Zowel de grens met Duitsland als die met Tsjechië zijn nabij.

## Sport en recreatie
Door deze plaats lopen de Europese wandelroutes E8 en E10. De E8 loopt van Ierland via onder andere Nederland (in Nederland Oeverloperpad en Lingepad geheten) door Duitsland, het Noorden van Oostenrijk en Slowakije tot aan de grens van Polen en Oekraïne, en omvat voorts een stuk in Bulgarije, met als toekomstig einddoel Istanboel in Turkije. De E10 komt uit Lapland en loopt via Finland, de voormalige DDR, Tsjechië en Oostenrijk naar Bozen/Bolzano in het Noorden van Italië; er bestaan plannen om de route via Frankrijk en de Spaanse oostkust naar Gibraltar door te trekken.

## Geschiedenis
De plaats was oorspronkelijk in de Hochstift Passau. Volgens het kadaster van Rannariedl in 1581 behoorde Oberkappel tot de parochie Wegscheid. In 1783 werd het onafhankelijk als parochie. Tijdens de secularisatie van 1803 viel de plaats met het grootste deel van het Hochstiftischen-gebied in handen van aartshertog Ferdinand van Toscane en zijn electoraat van Salzburg. De plaats kwam vervolgens in 1805 naar Beieren. Oberkappel behoort sinds 1814 tot Opper-Oostenrijk en is sindsdien een grensstad met Beieren.
Nadat Oostenrijk in 1938 bij het Duitse Rijk was ingelijfd, behoorde de plaats tot de Gau Oberdonau. Tijdens de Tweede Wereldoorlog was Oberkappel de plaats waar de geallieerde troepen voor het eerst Oostenrijks grondgebied betraden. Na 1945 vond het herstel van Opper-Oostenrijk plaats.
Tegenwoordig is Oberkappel een klein toeristisch stadje.

## Bekende Oberkappellers
- Franz R. Friedl (1892-1977), komponist

Aigen-Schlägl · Altenfelden · Arnreit · Atzesberg · Auberg · Haslach an der Mühl · Helfenberg · Hofkirchen im Mühlkreis · Hörbich · Julbach · Kirchberg ob der Donau · Klaffer am Hochficht · Kleinzell im Mühlkreis · Kollerschlag · Lembach im Mühlkreis · Lichtenau im Mühlkreis · Nebelberg · Neufelden · Neustift im Mühlkreis · Niederkappel · Niederwaldkirchen · Oberkappel · Oepping · Peilstein im Mühlviertel · Pfarrkirchen im Mühlkreis · Putzleinsdorf · Rohrbach-Berg · Sarleinsbach · Schwarzenberg am Böhmerwald · St. Johann am Wimberg · St. Martin im Mühlkreis · St. Oswald bei Haslach · St. Peter am Wimberg · St. Stefan-Afiesl · St. Ulrich im Mühlkreis · St. Veit im Mühlkreis · Ulrichsberg
- Gemeinsame Normdatei: 4527167-7
- Virtual International Authority File: 246279311